# コサメビタキ
コサメビタキ（小鮫鶲、Muscicapa dauurica）は、スズメ目ヒタキ科サメビタキ属に分類される鳥類。学名はラテン語で Muscicapa が「ハエを捕る鳥」、  dauurica が「ドーリア地方」を意味する。

## 分布
インド、インドネシア、カンボジア、シンガポール、タイ、大韓民国、タジキスタン、中華人民共和国（香港含む）、朝鮮民主主義人民共和国、台湾、日本、ネパール、パキスタン、バングラデシュ、フィリピン、ブータン、ブルネイ、ベトナム、マレーシア、ミャンマー、モンゴル、ラオス、ロシア東部
夏季にシベリア南部、朝鮮半島、ヒマラヤ山脈などで繁殖し、冬季はユーラシア大陸南部、インドネシア、フィリピンへ南下し越冬する。日本では基亜種が夏季に九州以北に繁殖のため飛来（夏鳥）する。

## 形態
全長13cm。和名はサメビタキより小型である事に由来する。上面は灰褐色、下面は白い羽毛で覆われる。体側面は褐色みを帯びる。眼の周囲に不明瞭な白い斑紋（アイリング）が入り、眼先も白い。
嘴はやや長い。嘴の色彩は黒く、下嘴基部の色彩はオレンジ色。
幼鳥は上面や翼に淡褐色や淡灰色の斑紋が入る。

## 分類
- Muscicapa dauurica dauurica　Pallas, 1811　コサメビタキ - など

## 生態
平地から山地にかけての落葉広葉樹林に生息する。群れは形成せず、単独もしくはペアで生活する。
食性は動物食で、昆虫などを食べる。樹先などに止まり、飛翔している獲物を目掛けて飛翔し捕食する。渡りの時期にはマユミやアカメガシワなどの木の実も食べる。
繁殖期に縄張りを形成する。日本では標高1,800m以下の落葉広葉樹林で繁殖する。高木の葉がない水平な樹上にウメノキゴケなどをクモの糸で付着させた樹皮やコケを組み合わせた皿状の巣を作り、日本では5-6月に1回に3-5個の薄い青色の卵を産む。メスのみが抱卵し、抱卵期間は12-14日。雛は孵化してから12-14日で巣立つ。

## gallery

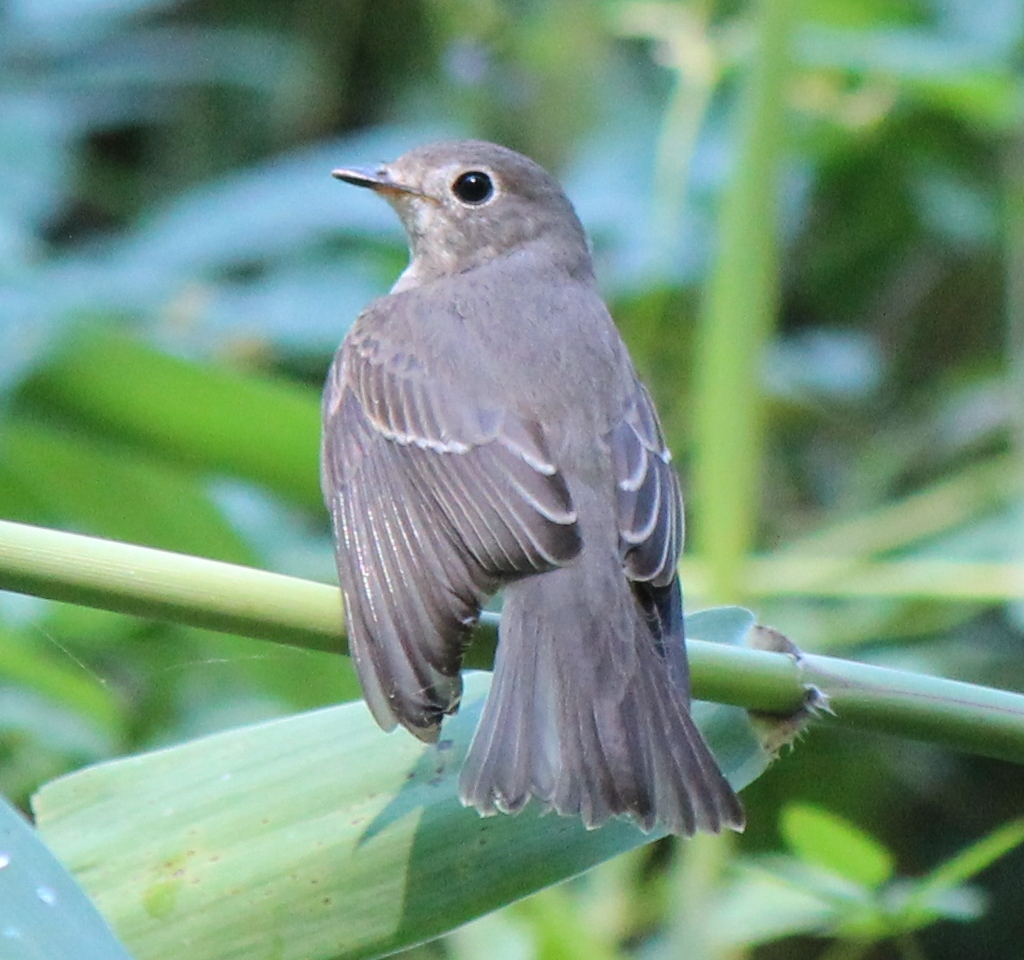
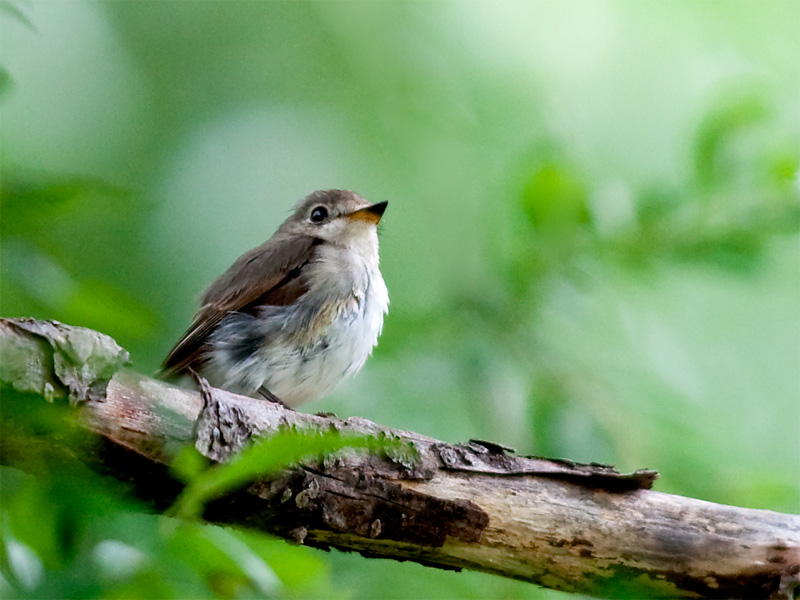